# 第一浸信会教堂 (波士顿)
第一浸礼会教堂（First Baptist Church），又名布拉特尔广场教堂（Brattle Square Church），是波士顿一座历史悠久的浸信会教堂，创立于1665年，为美国最古老的浸信会教堂之一。第一次秘密聚会在Noddle岛举行，后来迁到波士顿北区（North End）。自1882年以来位于后湾（Back Bay）的联邦大道和克拉伦登街（Clarendon Street）拐角处。

## 历史

### 1665年至1837年
该堂创立于1665年，不顾马萨诸塞州的法律禁止反对婴儿洗礼。许多早期信徒被官方教会以异端罪名加以迫害，被捕入狱。包括第一任牧师托马斯·古尔德。在该堂建立之前不久， 哈佛大学首任校长亨利·邓斯特,因拒绝为自己的婴儿施行洗礼而被迫辞职。邓斯特在神学上受到约翰·克拉克博士和其他在马萨诸塞受迫害的罗得岛浸会信徒影响。菲利普国王战争期间，约翰·迈尔斯在牧养该州第一个教会斯旺西第一浸礼会之余，来牧养该堂。"1679年，波士顿浸信会信徒在北区的塞勒姆街和斯蒂尔曼街转角建立一个聚会所。...在18世纪初，小教堂被同一地点一座较大的木教堂取代。在塞缪尔·斯蒂尔曼的领导下，该教堂繁荣了43年（1764年至1807年）。"

### 1837年至1882年
1837年，第一浸礼会搬到汉诺威街和联合街的拐角处一个新的砖砌教堂。传教士罗林希伯·尼尔。 该堂留在这个地点，直到1882年。

### 1882年至今
目前的教堂由亨利·霍布森·理查森建于1872年。1875年开放，当时是一位论派的布拉特尔街教堂，又名布拉特尔广场教堂，在1872年拆除。这个一位论派堂会搬入此教堂后不久，在1876年解散。1882年第一浸礼会买下了这座建筑。它拥有常春藤覆盖的墙壁，高耸的钟楼，其独特的雕刻出自弗雷德里克·奥古斯特·巴托尔迪（自由女神像的雕塑家）之手，代表四种圣礼，以及波士顿名人（包括朗费罗和霍桑）、亚伯拉罕·林肯、巴托尔迪的朋友的面孔。这座建筑突出了许多理查森罗曼式特征，后来见于理查森的杰作之一，附近的三一堂。这座浸礼会教堂的钟楼构成波士顿的天际线的一部分，在查尔斯河对面的剑桥一侧可以清楚看见。1972年，该堂被列入国家史迹名录。该堂目前隶属于美北浸礼会。